# عاشقی‌ات به من جان دوباره داد (ترانه)
«عاشقی‌ات به من جان دوباره داد» (به انگلیسی: Loved Me Back to Life) تک‌آهنگی از هنرمند اهل کانادا سلین دیون است که در ۳ سپتامبر ۲۰۱۳ منتشر شد. این تک‌آهنگ در آلبوم عاشقی‌اش به من جان دوباره داد قرار داشت.